# Onycocaris zanzibarica
Onycocaris zanzibarica är en kräftdjursart som beskrevs av Bruce 1971. Onycocaris zanzibarica ingår i släktet Onycocaris och familjen Palaemonidae. Inga underarter finns listade i Catalogue of Life.